# پت ساجاک
پت ساجاک (انگلیسی: Pat Sajak؛ زادهٔ ۲۶ اکتبر ۱۹۴۶) مجری تلویزیون، و مجری رادیو اهل ایالات متحده آمریکا است. او بیشتر به عنوان مجری بازی و برنامه تلویزیونی چرخ اقبال شناخته می‌شود. وی از ۱۹۸۱ در این سمت ایفای نقش داشته، ساجاک به خاطر میزبانی برجسته‌اش در برنامه چرخ اقبال ۱۹ بار نامز جایزه امی شد که سه بار موفق به کسب این جایزه شده‌است.